# Chapada da Natividade
Chapada da Natividade är en kommun i Brasilien.   Den ligger i delstaten Tocantins, i den centrala delen av landet, 500 km norr om huvudstaden Brasília. Antalet invånare är 3 280.
Omgivningarna runt Chapada da Natividade är huvudsakligen savann. Runt Chapada da Natividade är det mycket glesbefolkat, med 2 invånare per kvadratkilometer.